# Ninot
Un ninot és una figura, de drap, de plàstic o d'altres materials, que representa un personatge humà o humanoide, un animal o qualsevol altre personatge, sovint utilitzat com a joguina per als nens. Les nines també s'han utilitzat en rituals religiosos tradicionals a tot el món. Les nines tradicionals fetes amb materials com l'argila i la fusta es troben a Amèrica, Àsia, Àfrica i Europa. Les primeres nines documentades es remunten a les civilitzacions antigues de Egipte, Grècia i Roma. S'han fet com a jocs rudimentaris, així com un elaborat art. La fabricació moderna de nines té les seves arrels a Alemanya, des del segle XV. Amb la industrialització i nous materials com la porcellana i el plàstic, les nines es van produir cada cop més en massa. Durant el segle xx, les nines es van fer cada cop més populars com a col·leccionables.
Els xiquets juguen sovint amb ninots dels seus personatges favorits. Quan el ninot representa un nadó, una xica o una dona, ens referim als ninots amb el nom de nina o nineta o també pepa i patota. Per als adults, els ninots s'utilitzen sovint amb finalitats burlesques en manifestacions, festes o altres actes públics. Un exemple molt popular dels ninots són els ninots fallers.

## Història, tipus i materials

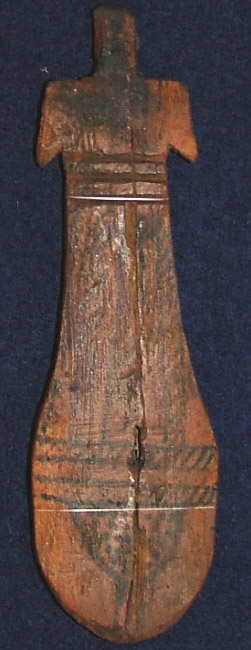
Una nina de paleta típica egípcia del 2080 al 1990 aC

### Història primerenca i nines tradicionals
Les primeres nines estaven fetes amb materials disponibles com ara argila, pedra, fusta, os, ivori, cuir o cera. Les proves arqueològiques situen les nines com el candidat principal per a la joguina més antiga coneguda. S'han trobat ninots de paleta (tipus de figureta femenina egípcia antiga) de fusta a les tombes de l'Antic Egipte que dataven del segle XXI aC. Les nines amb extremitats mòbils i roba desmuntable es remunten almenys al 200 aC. Els arqueòlegs han descobert nines gregues fetes d'argila i articulades als malucs i les espatlles. Les nines de drap i els peluixos probablement també eren populars, però no n'ha arribat cap exemple conegut fins als nostres dies. Històries de l'antiga Grècia al voltant de l'any 100 dC mostren que les nenes feien servir nines com a joguines. Els grecs anomenaven una nina κόρη, que literalment significa "nena", i una nina de cera s'anomenava δάγυνον, δαγύς. i πλαγγών. Sovint les nines tenien extremitats mòbils i s'anomenaven νευρόσπαστα, es treballaven amb cordes o filferros. A l'antiga Roma, les nines eren fetes d'argila, fusta o vori. S'han trobat nines a les tombes de nens romans. Com els nens d'avui, els membres més joves de la civilització romana haurien vestit els seus ninots segons les últimes modes. A Grècia i Roma, era costum que els nois dediquessin les seves joguines als déus quan arribaven a la pubertat i que les noies dediquessin les seves joguines a les deesses quan es casaven. En casar-se les noies gregues dedicaven les seves nines a Artemisa i les noies romanes a Venus, però si morien abans de casar-se, les seves nines eren enterrades amb elles. Les nines de drap són tradicionalment fetes a casa amb restes de material de tela. S'han trobat nines de drap romanes que daten de l'any 300 aC.
Les nines tradicionals s'utilitzen de vegades com a jocs infantils, però també poden tenir valor espiritual, màgic i ritual. No hi ha una línia definida entre les nines espirituals i les joguines. En algunes cultures es donaven nines que s'havien utilitzat en rituals als nens. També s'utilitzaven en l'educació infantil i com a portadors del patrimoni cultural. En altres cultures les nines es consideraven massa carregades de poders màgics per permetre que els nens hi juguessin.

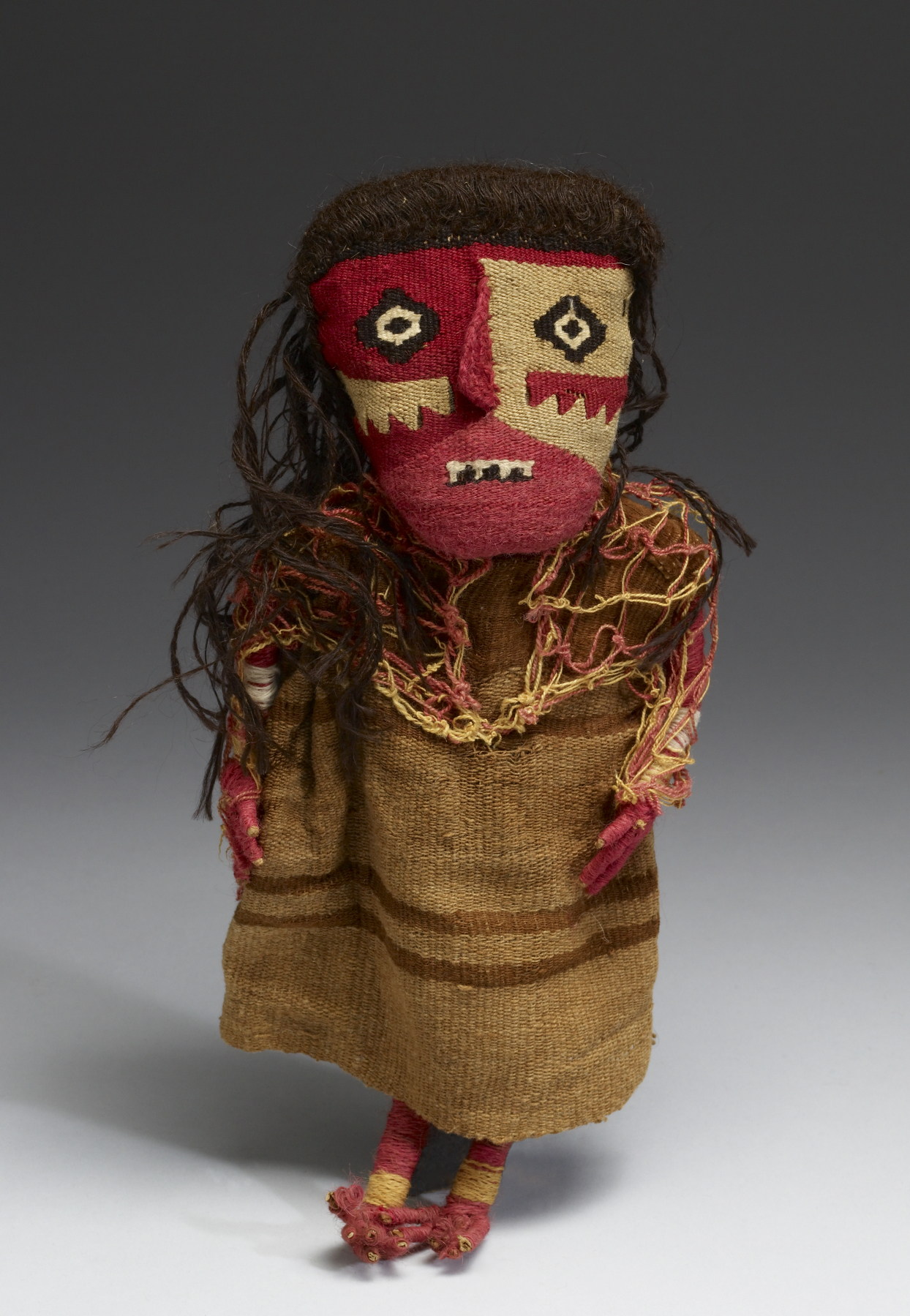
Ninot tèxtil (segle XI), cultura chancay, trobat prop de Lima, Walters Art Museum. De la seva petita mida, les nines es troben freqüentment a les antigues tombes peruanes.

Les nines africanes s'utilitzen per ensenyar i entretenir; són intermediaris sobrenaturals i es manipulen amb finalitats rituals. La seva forma i vestuari varien segons la regió i el costum. Les nines sovint es transmeten de mare a filla. Akuaba són nines rituals de fusta de fertilitat de Ghana i zones properes. Els akuaba més coneguts són els del poble Ashanti, els akuaba dels quals tenen caps grans i semblants a un disc. Altres tribus de la regió tenen el seu propi estil distintiu d'akuaba.

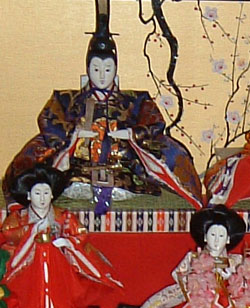
Nines hina japoneses, exhibides durant el festival Hinamatsuri

Hi ha una rica història de les nines japoneses que es remunta a les figures de Dogū (8000–200 aC). i Haniwa figures funeràries (300–600 dC). Al segle XI, les nines s'utilitzaven com a jocs, així com com a protecció i en cerimònies religioses. Durant Hinamatsuri, el festival de nines, es mostren hina dolls (雛人形, hina-ningyō). Aquests estan fets de palla i fusta, pintats i vestits amb teixits elaborats i de moltes capes. Els ninots Daruma són ninots esfèrics amb cossos vermells i cares blanques sense pupil·les. Representen Bodhidharma, l'Índia oriental que va fundar Zen, i s'utilitzen com a amulets de bona sort. Les nines de fusta Kokeshi no tenen braços ni cames, sinó un cap gran i un cos cilíndric, que representen les nenes.

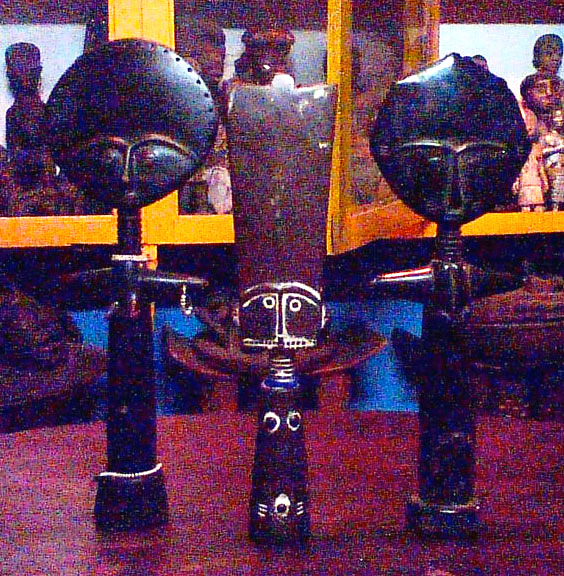
Nines akuaba africanes tradicionals

L'ús d'una efígie per fer un encanteri a algú està documentat a les cultures africana, nativa americana i europea. Exemples d'aquests dispositius màgic inclouen el poppet europeu i el nkisi o bocio de l'Àfrica Occidental i Central. A la religiositat popular màgia i bruixeria europees, els ninots s'utilitzen per representar una persona per llançar encanteris sobre aquesta persona. La intenció és que qualsevol acció que es realitzi sobre l'efígie es transfereixi al subjecte mitjançant la màgia simpàtica. La pràctica d'enganxar agulles a les ninots vudú s'ha associat amb la màgia popular afroamericana Hoodoo. Les nines vudú no són una característica de la religió del vodú haitià, però han estat retratades com a tals a la cultura popular, i els ninots vudú estereotipats es venen als turistes a Haití. És probable que el concepte de ninot vudú a la cultura popular estigui influenciat pel poppet europeu. Una bruixa de la cuina és un popet originari del nord d'Europa. S'assembla a una bruixa o crone estereotipada i es mostra a les cuines residencials com a mitjà per donar bona sort i allunyar els mals esperits.
Les nines Hopi Kachina són efígies fetes de cotó que encarnen les característiques de la kachina cerimonial, els esperits emmascarats de l'ètnia hopi nativa americana. les nines kachina són objectes pensats per ser atresorats i estudiats per tal d'aprendre les característiques de cada kachina. Els ninots inuit estan fets de pedra esteatita i os, materials comuns als inuit. Molts estan vestits amb pell o pell d'animals. La seva roba articula l'estil tradicional de vestir necessari per sobreviure als hiverns freds, el vent i la neu. Les nines de te del poble innu s'omplien de te perquè les noies fessin llargs viatges. Les nines d'Apple doll són nines tradicionals nord-americanes amb un cap fet de pomes seques. A la mitologia inca, Sara Mama era la deessa del gra. Es va associar amb blat de moro que creixia en múltiples o era igualment estrany. Aquestes estranyes plantes es vestien de vegades com a nines de Sara Mama. Les nines de closca de blat de moro són nines tradicionals dels nadius americans fetes amb les fulles seques o la pelella d'una panolla de blat de moro. Tradicionalment, no tenen cara. La fabricació de nines de closca de blat de moro va ser adoptada pels primers colons europeus als Estats Units. Els primers colons també feien nines de drap i nines de fusta tallades, anomenades Pennywoods. La última muñeca, o "l'últim ninot", és una tradició de la Quinceañera, la celebració del quinze aniversari d'una nena a algunes parts d'Amèrica Llatina. Durant aquest ritual, la quinceañera renuncia a una nina de la seva infància per significar que ja no necessita una joguina com aquesta. Als Estats Units, la fabricació de nines es va convertir en una indústria a la dècada de 1860, després de la Guerra Civil.
Els ninots Matrioixca són nines russes tradicionals, que consisteixen en un conjunt de figures de fusta buides que s'obren i s'hi nien les unes dins les altres. Normalment retraten camperols tradicionals i el primer conjunt es va tallar i pintar el 1890. A Alemanya, les nines de fang s'han documentat des del segle XIII, i la fabricació de nines de fusta des del segle XV. A partir del segle xv, es van fer ninots cada cop més elaborats per a exhibicions de Pessebre, principalment a Itàlia. Les nines amb roba detallada i de moda es van vendre a França al segle XVI, tot i que els seus cossos sovint eren construïts de manera tosca. Les nines de fusta de clavilla alemanyes i holandeses eren barates i de fabricació senzilla i eren joguines populars per als nens més pobres d'Europa des del segle XVI. La fusta va continuar sent el material dominant per a nines a Europa fins al segle XIX. Al llarg dels segles XVIII i XIX, la fusta es va combinar cada cop més amb altres materials, com el cuir, la cera i la porcellana, i els cossos es van fer més articulats. Els ulls de vidre van aparèixer per primera vegada, però el marró va ser el color d'ulls dominant per a les nines fins a l'era victoriana quan els ulls blaus es van fer més populars, inspirats per la Reina Victòria.
Les nines, els titelles i les màscares permeten a la gent normal afirmar allò que és impossible en la situació real; A l'Iran, per exemple, durant l'Imperi Qajar, la gent va criticar la política i les condicions socials del regnat d'Ahmad-Shah mitjançant titelles sense cap por de càstig. Segons les normes islàmiques, l'acte de ballar en públic especialment per a les dones, és un tabú. Però els ninots o titelles tenen identitats lliures i independents i són capaços de fer allò que no és factible per a la persona real. Layli és una nina que balla amb frontisses, que és popular entre els luris de l'Iran. El nom Layli prové del folklore i la història d'amor de l'Orient Mitjà, Layla i Majnun. Layli és el símbol de l'estimada que és espiritualment bella. Layli també representa i manté una tradició cultural, que progressivament va desapareixent en la vida urbana.

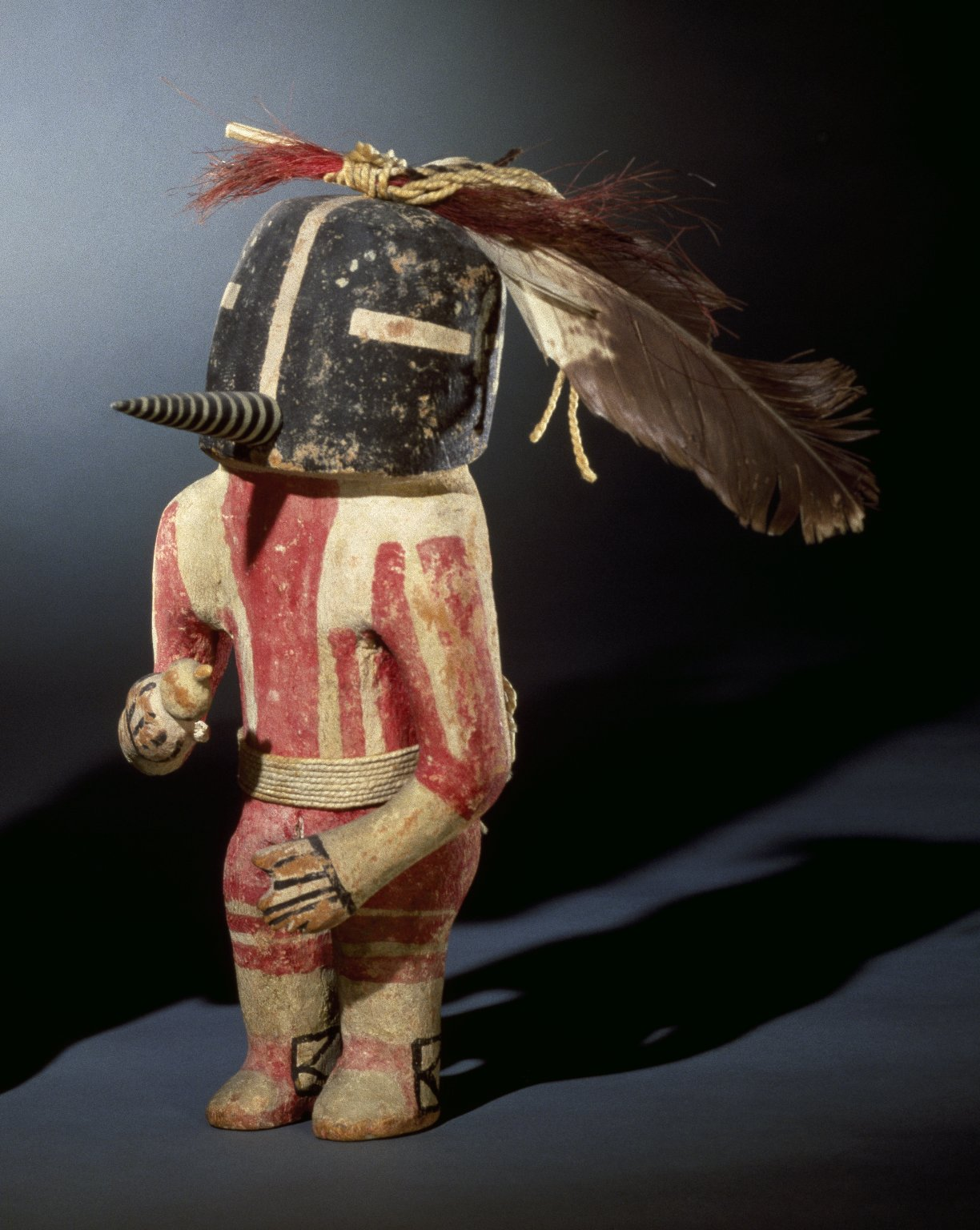
Un ninot tradicional nadiu americà Hopi Kachina, probablement a finals del segle XIX
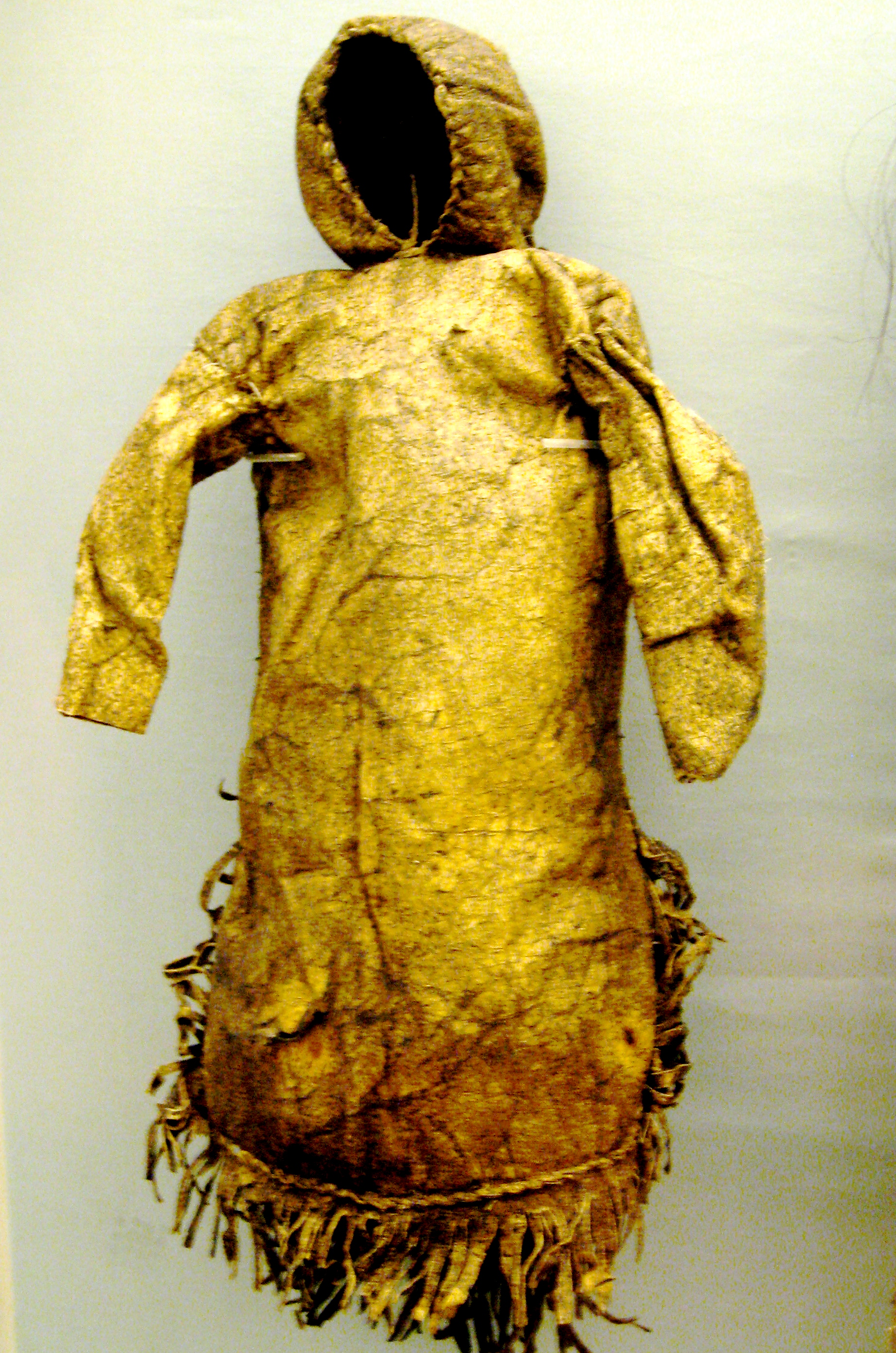
Una nina inuit groenlandesa
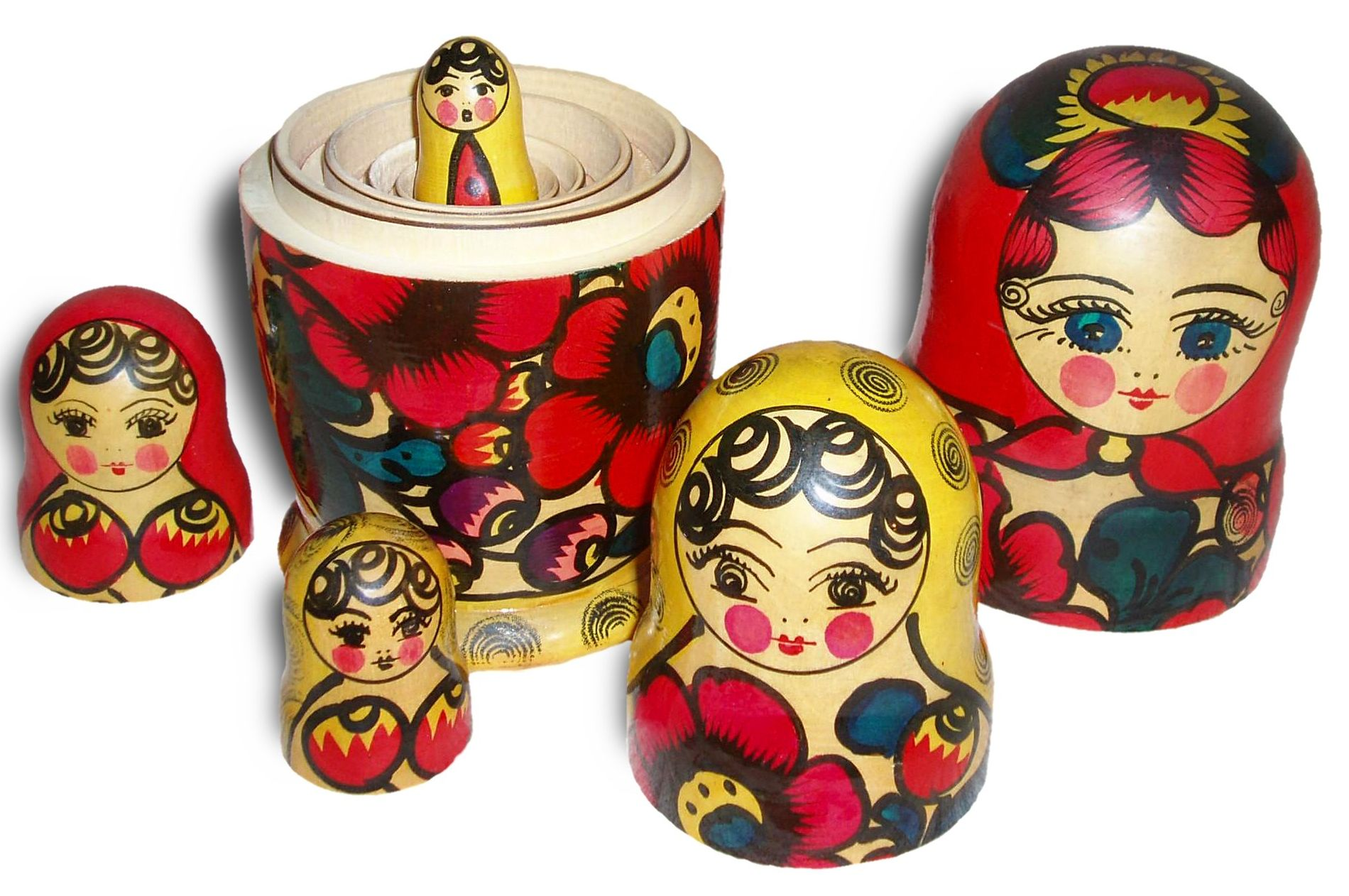
Un conjunt de ninots Matryoshka russos desmuntats
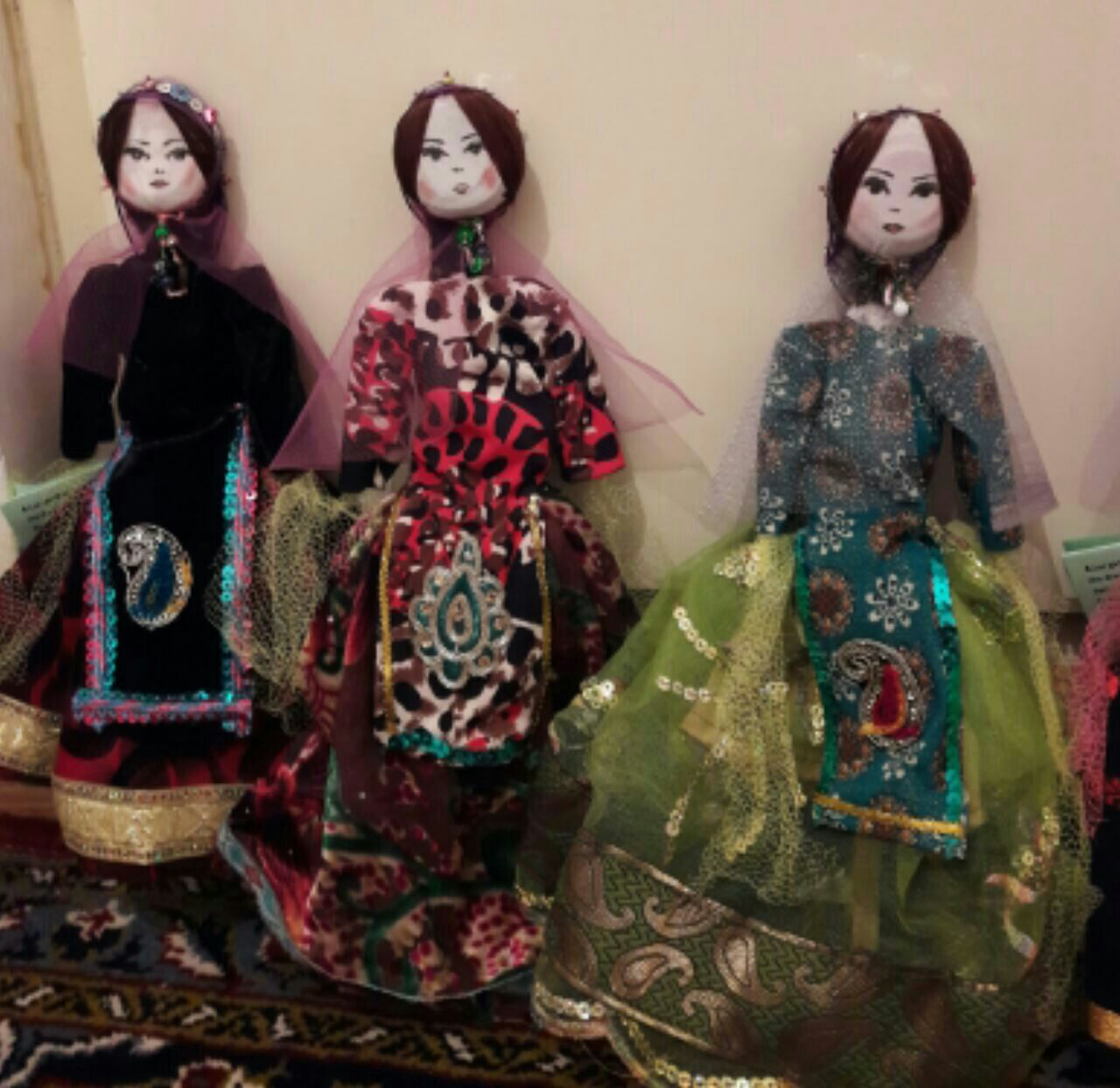
Nines Layli de Mamasani, Iran

### Època industrial

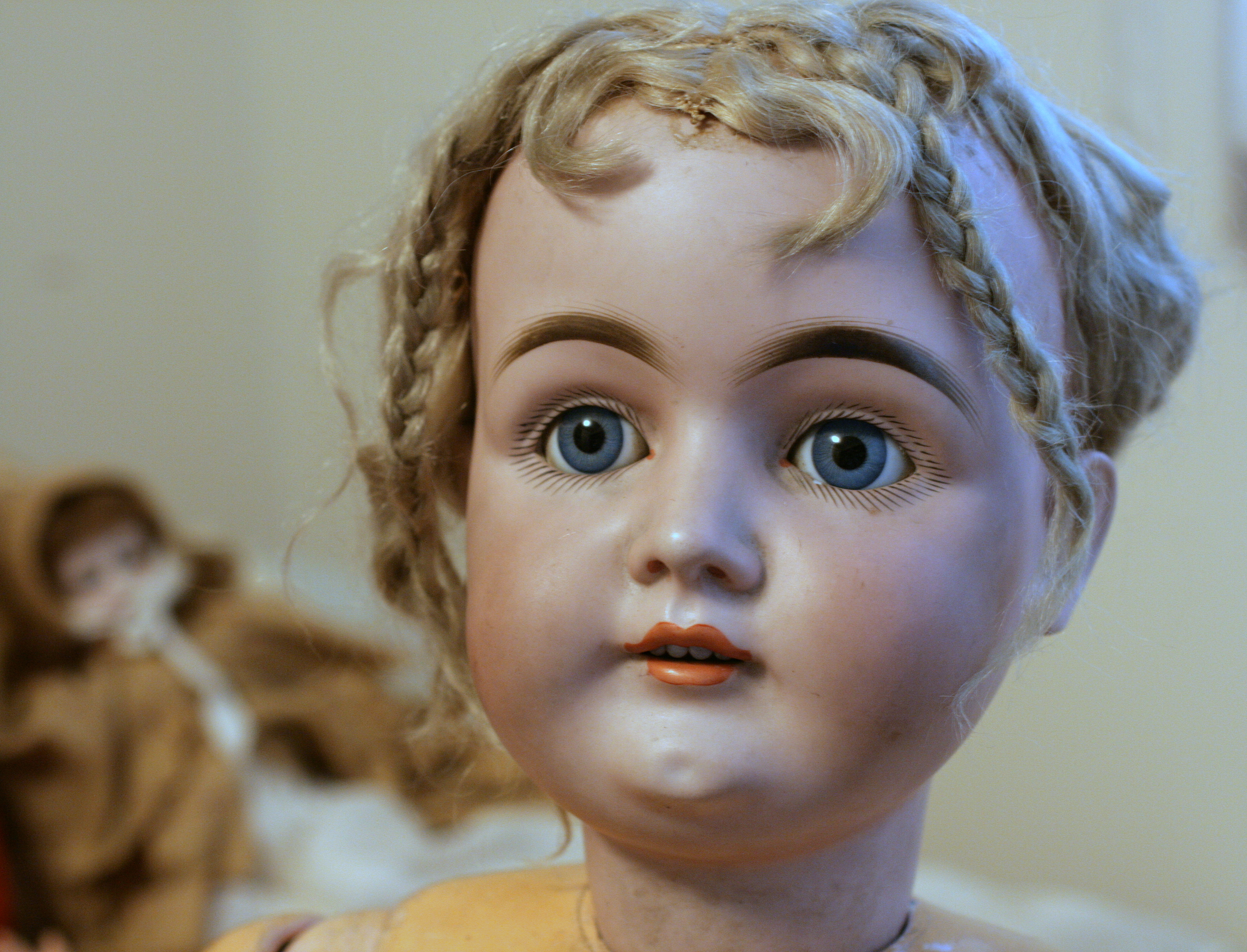
Una nina de porcellana alemanya de l'any 1900

Durant el segle XIX, els caps de nines eren sovint fets de porcellana i combinats amb un cos de cuir, tela, fusta o material composts, com ara paper maixé o composició, una barreja de polpa, serradures, cola i materials similars. Amb l'arribada dels materials polímers i plàstics al segle xx, la fabricació de nines es va traslladar en gran manera a aquests materials. El baix cost, la facilitat de fabricació i la durabilitat dels materials plàstics van fer que nous tipus de nines es poguessin produir en massa a un preu més baix. Els primers materials van ser el cautxú i el cel·luloide. A partir de mitjans del segle xx, el vinil tou es va convertir en el material dominant, en particular per a les nines infantils. A partir del segle xx, tant les nines de porcellana com les de plàstic es fabriquen directament per al mercat de col·leccionistes adults. Les resines sintètiques com el poliuretà s'assemblen a la textura de la porcellana i s'utilitzen per a nines de col·lecció.
Col·loquialment, els termes nina de porcellana, nina bisque (de ceràmica sense esmaltar) i nina xinesa de vegades s'utilitzen indistintament. Però els col·leccionistes fan una distinció entre les ninots de porcellana, fets de porcellana vidriada, i els ninots de Bescuit, fets de bescuit de porcellana sense esmaltar. Una nina de porcellana antiga típica té un cap de porcellana blanca esmaltat amb cabell modelat pintat i un cos fet de tela o cuir. El nom prové de xina que s'utilitza per referir-se al material porcellana. Van ser produïts en massa a Alemanya, van assolir el màxim de popularitat entre 1840 i 1890 i se'n van vendre per milions. La Nina parian també es van fabricar a Alemanya, entre 1860 i 1880. Estan fetes de porcellana blanca semblant a la porcellana nines però el cap no està submergit en Ceràmica vidrada i té un acabat mat. Les nines de porcellana es caracteritzen pel seu acabat llustre realista, semblant a la pell. Van tenir el seu pic de popularitat entre 1860 i 1900 amb nines franceses i alemanyes. Les nines antigues de bisqueta (de ceràmica sense esmaltar) alemanyes i franceses del segle XIX es feien sovint com a jocs infantils, però les nines de bisqueta contemporànies es fabriquen principalment directament per al mercat de col·leccionistes. Les nines de cera realistes eren populars a l'Anglaterra victoriana.
Fins a mitjans del segle XIX, les nines europees es feien principalment per representar persones grans. Les nines infantils i el ninot omnipresent posterior no van aparèixer fins al voltant de 1850.

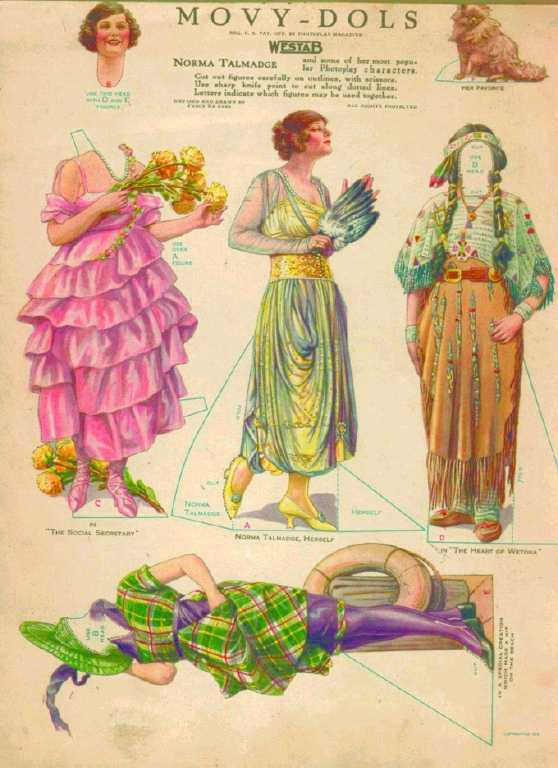
Nina de paper que representa l'actriu Norma Talmadge i alguns dels seus vestits de pel·lícula, 1919

Les nines retallables es tallen de paper, amb roba separada que normalment s'acosta a les nines amb pestanyes plegables. Sovint reflecteixen estils contemporanis, i els ninots de paper de la ballarina del segle XIX es trobaven entre els primers ninots de celebritats. La nina Shirley Temple de la dècada de 1930 va vendre milions i va ser una de les nines de celebritats amb més èxit. Les nines Kewpie de cel·luloide petites, basades en il·lustracions de Rose O'Neill, van ser populars a principis del segle xx. Madame Alexander va crear la primera nina col·leccionable basada en un personatge amb llicència: Scarlett O'Hara d'Allò que el vent s'endugué.
Les cases de nines contemporànies tenen les seves arrels a les vitrines europees del segle XVII. Les primeres cases de nines eren totes fetes a mà, però, després de la Revolució Industrial i la Segona Guerra Mundial, es van produir cada cop més en massa i es van fer més assequibles. Les cases de nines per a nens durant el segle XX s'han fet amb litografia de llauna, plàstic i fusta. Les cases contemporànies per a col·leccionistes adults solen estar fetes de fusta.
Les primeres joguines de peluix modernes es van fabricar l'any 1880. Es diferencien dels ninots de drap anteriors perquè estan fets de teixits de peluix semblants a la pell i solen retratar animals més que humans. Els ossets de peluix van aparèixer per primera vegada el 1902–1903.
Les nines negres han estat dissenyades per semblar-se a persones de pell fosca que varien des de representacions estereotipades fins a representacions més precises. Les nines de drap fetes per esclaus americans servien com a jocs per als nens esclaus. Golliwogg va ser un personatge de nines de drap de llibres infantils a finals del segle XIX que es va reproduir àmpliament com a joguina. La nina té la pell molt negra, els ulls envoltats de blanc, els llavis de pallasso i els cabells encrespats, i s'ha descrit com una caricatura anti-negre. Les primeres nines negres produïdes en massa eren normalment versions fosques dels seus homòlegs blancs. Les primeres nines negres americanes amb trets facials africans realistes es van fabricar a la dècada de 1960.
Les nines de moda estan dissenyades principalment per vestir-se de manera que reflecteixin les tendències de la moda i solen ser modelades a partir de noies adolescents o dones adultes. Les primeres nines de moda van ser les nines de porcellana franceses de mitjans del segle XIX. Les nines de moda contemporànies solen estar fetes de vinil. Barbie, de l'empresa nord-americana de joguines Mattel, va dominar el mercat des dels seus inicis el 1959. Bratz va ser la primera nina a desafiar el domini de Barbie, arribant al quaranta per cent del mercat l'any 2006.
Les figures d'acció de plàstic, que sovint representen superherois, es comercialitzen principalment per a nois. Les nines de moda i les figures d'acció solen formar part d'un franquícia de mitjans que pot incloure pel·lícules, televisió, videojocs i altres productes relacionats. Les nines Bobblehead són nines de plàstic col·leccionables amb els caps connectats al cos mitjançant una molla o un ganxo de tal manera que el cap es mogui. Sovint representen jugadors de beisbol o altres atletes.

### Època moderna

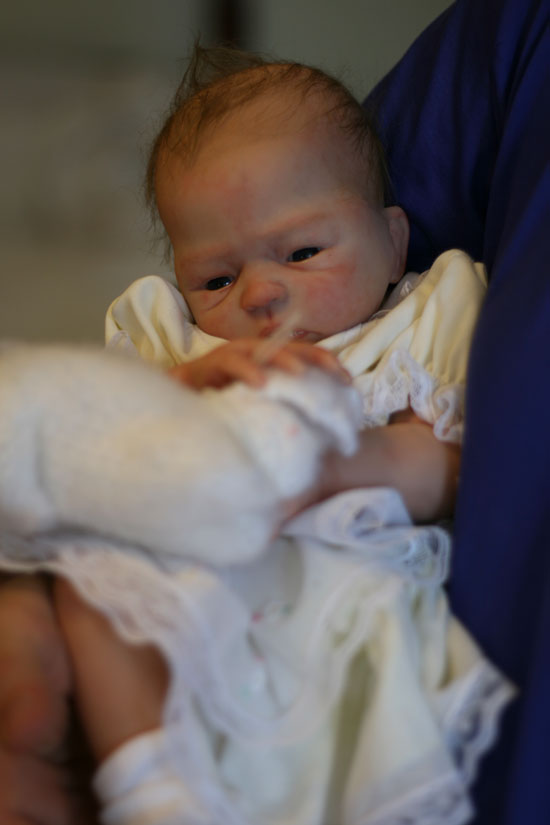
Una nina reborn, personalitzada per retratar de manera realista un nadó humà

Amb la introducció de la informàtica i Internet, van aparèixer les nines virtuals i en línia. Sovint són similars a les nines de paper tradicionals i permeten als usuaris dissenyar nines virtuals i arrossegar i deixar anar roba sobre nines o imatges de persones reals per jugar a disfressar-se. Aquests inclouen KiSS, Stardoll i Dollz.
També amb l'arribada d'Internet, les nines de col·lecció es personalitzen i es venen o es mostren en línia. Les nines Reborn són nines de vinil que s'han personalitzat per semblar-se a un nadó humà amb el màxim de realisme possible. Sovint es venen en línia a través de llocs com eBay. Les nines asiàtiques articulades en bola (BJD) són foses en poliuretà resina sintètica amb un estil que s'ha descrit com a realista i influenciat per l'anime. BJD asiàtics i nines de moda asiàtiques com ara Pullip i Blythe solen ser personalitzats i fotografiats. Les fotos es comparteixen en comunitats en línia.

## Usos, aparences i problemes
Des de l'antiguitat, les nines han jugat un paper central en la màgia i els rituals religiosos i s'han utilitzat com a representacions de divinitats. Les nines també han estat tradicionalment joguines per a nens. Els adults també recullen nines pel seu valor nostàlgic, bellesa, importància històrica o valor financer. Les nines antigues fetes originalment com a jocs infantils s'han convertit en peces de col·leccionisme. Les nenes de bisqueta del segle XIX fetes per fabricants francesos com Bru i Jumeau poden valer gairebé 22.000 dòlars avui.
Les nines s'han fet tradicionalment com a jocs rudimentaris i rudimentaris, així com amb un disseny elaborat i artístic. S'han creat com a art popular. a les cultures d'arreu del món i, al segle xx, les ninots d'art van començar a ser vists com a alt art. L'artista Hans Bellmer va fer ninots surrealistes que tenien extremitats intercanviables a Alemanya dels anys 1930 i 1940 en oposició a la idolatració del partit nazi d'un cos ari perfecte. East Village l'artista Greer Lankton es va fer famosa a la dècada de 1980 pels seus aparadors teatrals de nines addictes a les drogues, anorèxiques i mutants.

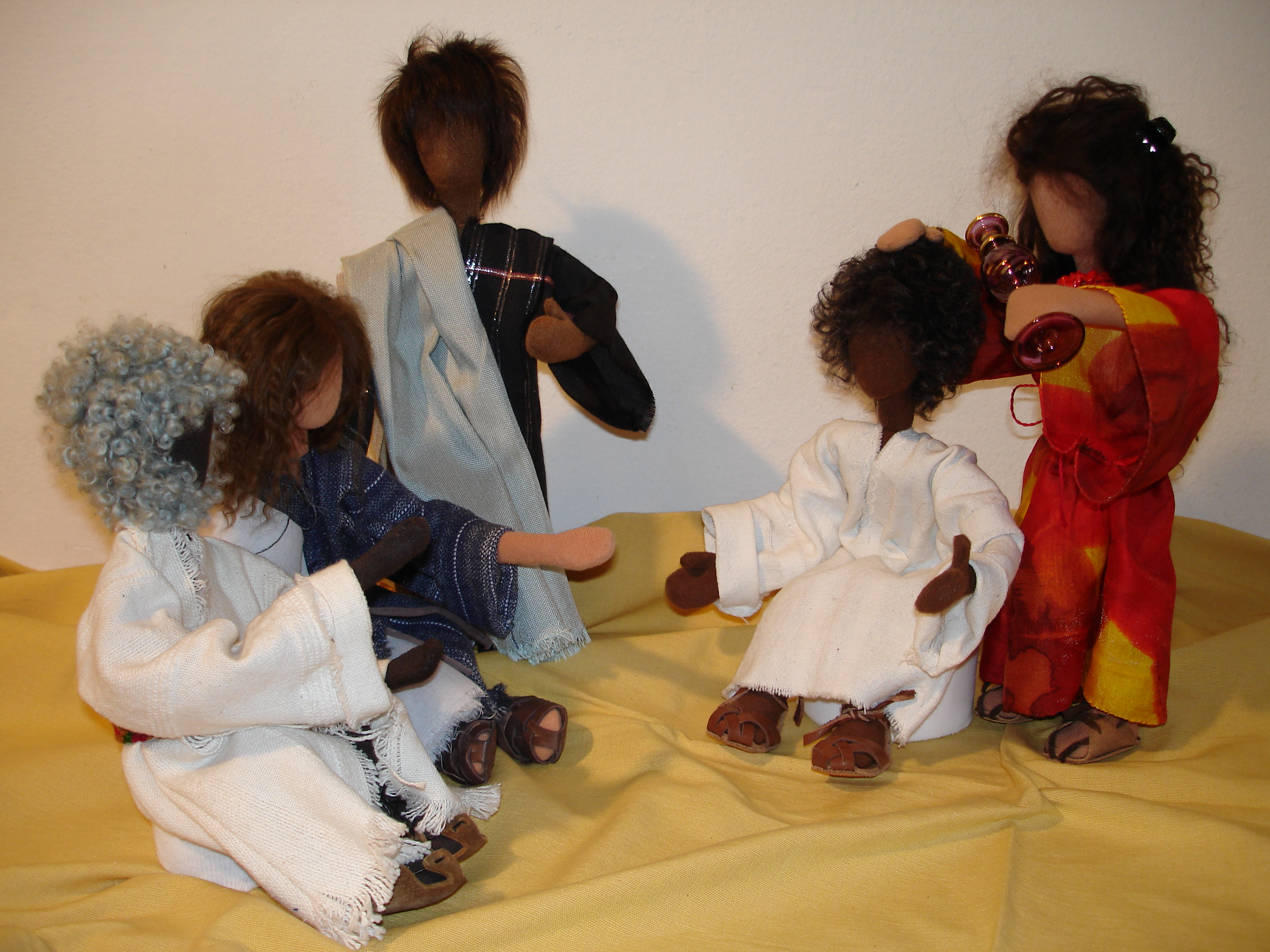
Egli-Figuren suís que mostra una història bíblica

Els professionals de la salut, les escoles de medicina i els treballadors socials fan servir les nines realistes o anatòmicament correctes per formar metges i infermeres en diversos procediments de salut o investigar casos de tots els abusos sexuals a nens. Els artistes de vegades utilitzen maniquís de fusta articulats per dibuixar la figura humana. Moltes marques de nines normals també són anatòmicament correctes, tot i que la majoria dels tipus de nines estan desgenitalitzades.
Egli-Figuren són un tipus de nino que es va originar a Suïssa l'any 1964 per explicar històries bíbliques.
A la societat occidental, s'ha observat i estudiat una diferència de gènere en la selecció de joguines. Les figures d'acció que representen trets masculins tradicionals són populars entre els nois, que són més propensos a triar joguines que tinguin algun enllaç amb eines, transport, [[Taller de reparació d'automòbils|garatges]], màquines i equipament militar. Les nines per a nenes solen representar trets femenins i vénen amb accessoris com roba, electrodomèstics de cuina, estris, mobles i joieria.
La Pediofòbia és una por a les nines o objectes similars. Psicòleg Ernst Jentsch va teoritzar que els sentiments estranys sorgeixen quan hi ha una incertesa intel·lectual sobre si un objecte està viu o no. Sigmund Freud va desenvolupar encara més aquestes teories. El robot japonès Masahiro Mori va ampliar aquestes teories per desenvolupar la hipòtesi de la vall misteriosa: si un objecte és evidentment prou no humà, les seves característiques humanes destacaran i seran entranyables; tanmateix, si aquest objecte arriba a un cert llindar d'aspecte humà, les seves característiques no humanes destacaran i seran inquietants.

### Hospitals de nines
Un hospital de nines és un taller especialitzat en la restauració o reparació de nines. Els hospitals de nines es poden trobar a països d'arreu del món. Un dels hospitals de nines més antics es va establir a Lisboa, Portugal, l'any 1830, i un altre a Melbourne, se suposa que era el primer establiment d'aquest tipus a Austràlia, es va fundar el 1888. Hi ha una Associació de metges de nines als Estats Units. Henri Launay, que fa 43 anys que repara nines a la seva botiga del nord-est de París, diu que ha restaurat més de 30.000 nines al llarg de la seva carrera. La majoria dels clients no són nens, sinó adults d'entre 50 i 60 anys. Algunes marques de nines, com ara American Girl i Madame Alexander, també ofereixen serveis hospitalaris de nines per a les seves pròpies nines.

### Ninots i contes infantils

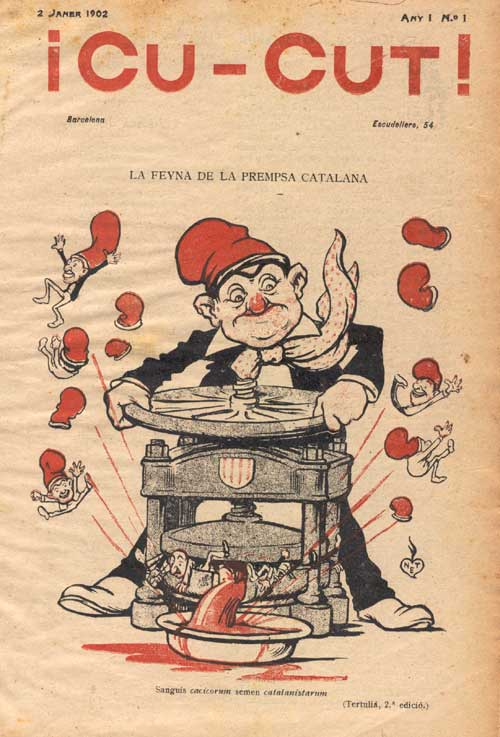
Ninot al Cucut núm.1

Molts llibres tracten contes de nines, inclosa Wilhelmina. Les aventures d'una nina holandesa, de Nora Pitt-Taylor, fotografiada per Gladys Hall. Les nines de drap han aparegut en diverses històries infantils, com ara el personatge del segle XIX Golliwogg a Les aventures de dues nines holandeses i un Golliwogg de Bertha Upton i Florence K. Upton i Raggedy Ann als llibres de Johnny Gruelle, publicats per primera vegada el 1918. The Lonely Doll és un llibre infantil de 1957 de l'autor canadenc Dare Wright. La història, explicada a través de text i fotografies, tracta sobre una nina anomenada Edith i dos ossets de peluix.

## El Ninot com a dibuix
També s'anomena ninot el dibuix de caràcter humorístic o la caricatura. En el món de l'humor gràfic i del dibuix de premsa, el dibuixant també pot ser anomenat ninotaire. El terme ja s'utilitzà a principis del segle XX per definir els dibuixos a les revistes humorístiques com el Cu-cut! (que duia el subtítol de «Setmanari de gresca ab ninots»), L'Esquella de la Torratxa, Picarol, Cuca-fera o Papitu, i els anys 20 Xavier Nogués publicà un llibret de dibuixos amb el títol de 50 ninots.
La Mutual Mèdica de Catalunya i Balears va editar el 1995 un extens catàleg de la seva exposició «Ninots i ninotaires de començament de segle». També avui en dia, diversos dibuixants de premsa catalans aprecien aquesta denominació per a les seves obres humorístiques, des d'en Cesc fins a en Toni Batllori (els seus acudits a La Vanguardia es publiquen sota el títol de «Ninots»), Fer, L'Avi o Kap.

### Animació
S'empren ninots en sèries televisives o en pel·lícules d'animació, com per exemple les pel·lícules britàniques Wallace i Gromit o la sèrie de televisió per a nens Les històries de l'osset Faluc.